# Just Like Me!
Just Like Me! is een Disney Channel original-televisieserie, uitgezonden in Nederland en België. In Wallonië worden de stemmen ingesproken in het Frans. Just Like Me! ging van start op 28 mei 2016 en wordt uitgezonden op zaterdag en zondag. De cast bestaat geheel uit Vlaamse en Nederlandse acteurs en actrices. Seizoen 2 van de serie ging maandag 15 mei 2017 in première op Disney Channel Nederland, Vlaanderen & Wallonië.

## Verhaal
Het verhaal gaat over Tommy, een tienerjongen die zijn vier andere vrienden uitnodigt in de Juice Bar. Zoë, Nina, Liz en Max zijn de vrienden van Tommy maar zijn vrienden kennen elkaar nog niet. De vier maken kennis met elkaar en worden ook vrienden van elkaar, zo ontstaat er een vriendengroep met vijf leden. George, de eigenaar van de Juice Bar en maker van de sapjes, gaf de vijf een eigen oefenruimte in de kelder en zo vergroten de vijf hun talenten.

## Rolverdeling
| Acteur                        | Personage                                               |
| ----------------------------- | ------------------------------------------------------- |
| Femke Meines                  | Liz                                                     |
| Shalisa van der Laan          | Nina                                                    |
| Sander Hanna                  | Max                                                     |
| Jefferson Yaw Frempong-Manson | Tommy                                                   |
| Birgit Swinnen                | Zoë                                                     |
| Ridder van Kooten             | Levi van Jonge Garde seizoen 1 en Finn seizoen 2- heden |
| Thijs Antonneau               | Ruben                                                   |
| Liandra Sadzo                 | Rox                                                     |
| Aksel Ethem                   | George                                                  |
| Harold Dückers                | John, vader van Liz                                     |

## Afleveringen

### Overzicht
| Seizoen | Afleveringen | Uitgezonden   | Uitgezonden    |
| Seizoen | Afleveringen | Start seizoen | Seizoensfinale |
| ------- | ------------ | ------------- | -------------- |
| 1       | 21           | 28 mei 2016   | 31 juli 2016   |
| 2       | 50           | 15 mei 2017   | 5 oktober 2017 |

### Seizoen 1
| Nr. | Aflevering | Uitzenddatum | Titel                    |
| --- | ---------- | ------------ | ------------------------ |
| 1   | 1          | 28 mei 2016  | Bites & Berries          |
| 2   | 2          | 28 mei 2016  | Bites & Berries (deel 2) |
| 3   | 3          | 29 mei 2016  | The Challenge            |
| 4   | 4          | 4 juni 2016  | Wie is Max?              |
| 5   | 5          | 5 juni 2016  | De Songtekst             |
| 6   | 6          | 11 juni 2016 | Coverstory               |
| 7   | 7          | 12 juni 2016 | Surpriseparty            |
| 8   | 8          | 18 juni 2016 | George's auditie         |
| 9   | 9          | 19 juni 2016 | Prestatiedruk            |
| 10  | 10         | 25 juni 2016 | Fan Meeting (deel 1)     |
| 11  | 11         | 26 juni 2016 | Fan Meeting (deel 2)     |
| 12  | 12         | 2 juli 2016  | Bemoeial                 |
| 13  | 13         | 3 juli 2016  | Haters                   |
| 14  | 14         | 9 juli 2016  | Fans                     |
| 15  | 15         | 10 juli 2016 | Motivatie                |
| 16  | 16         | 16 juli 2016 | Vloggers Block           |
| 17  | 17         | 17 juli 2016 | Vloggers Block (deel 2)  |
| 18  | 18         | 23 juli 2016 | Het geheim               |
| 19  | 19         | 24 juli 2016 | De Creatieve Oplossing   |
| 20  | 20         | 30 juli 2016 | De Shake                 |
| 21  | 21         | 31 juli 2016 | De Shake (deel 2)        |

### Seizoen 2 Deel 1
| Nr. | Aflevering | Uitzenddatum | Titel                       |
| --- | ---------- | ------------ | --------------------------- |
| 1   | 1          | 15 mei 2017  | Heropening                  |
| 2   | 2          | 15 mei 2017  | macseaguil                  |
| 3   | 3          | 16 mei 2017  | Baantjesjacht               |
| 4   | 4          | 17 mei 2017  | Maximaal naïef              |
| 5   | 5          | 18 mei 2017  | vergeten verkering          |
| 6   | 6          | 19 mei 2017  | Ciao Ciao                   |
| 7   | 7          | 22 mei 2017  | Gestolen video              |
| 8   | 8          | 23 mei 2017  | Zoë knows                   |
| 9   | 9          | 24 mei 2017  | Finn's feestje              |
| 10  | 10         | 25 mei 2017  | Fandag                      |
| 11  | 11         | 26 mei 2017  | Spionnen in de studio       |
| 12  | 12         | 29 mei 2017  | Een gouden kans             |
| 13  | 13         | 30 mei 2017  | Eén voor allen              |
| 14  | 14         | 31 mei 2017  | Een nieuwe manager          |
| 15  | 15         | 1 juni 2017  | WC Papier                   |
| 16  | 16         | 2 juni 2017  | tweesrijd                   |
| 17  | 17         | 5 juni 2017  | ruzie                       |
| 18  | 18         | 6 juni 2017  | goed bedoelt                |
| 19  | 19         | 8 juni 2017  | de jongens tegen de meisjes |
| 20  | 20         | 8 juni 2017  | Girlpower                   |
| 21  | 21         | 9 juni 2017  | Hoog spel                   |
| 22  | 22         | 12 juni 2017 | Hartstikke nep              |
| 23  | 23         | 13 juni 2017 | nepdate                     |
| 24  | 24         | 14 juni 2017 | wanhopig verliefd           |
| 25  | 25         | 15 juni 2017 | de hond van Max             |
| 26  | 26         | 16 juni 2017 | gemene grap                 |

### Seizoen 2 Deel 2
| Nr. | Aflevering | Uitzenddatum | Titel                 |
| --- | ---------- | ------------ | --------------------- |
| 1   | 27         | 4 sep 2017   | Chinees praten        |
| 2   | 28         | 5 sep 2017   | Tommy twijfelt        |
| 3   | 29         | 6 sep 2017   | bemoeierige ouders    |
| 4   | 30         | 7 sep 2017   | niet eerlijk          |
| 5   | 31         | 8 sep 2017   | Finns besluit         |
| 6   | 32         | 11 sep 2017  | Zoë's besluit         |
| 7   | 33         | 12 sep 2017  | Liz' vrienden         |
| 8   | 34         | 13 sep 2017  | Liz in opstand        |
| 9   | 35         | 14 sep 2017  | Vreselijk verliefd    |
| 10  | 36         | 15 sep 2017  | Fake                  |
| 11  | 37         | 18 sep 2017  | Huiswerk              |
| 12  | 38         | 19 sep 2017  | Strijd                |
| 13  | 39         | 20 sep 2017  | Tegen je zin          |
| 14  | 40         | 21 sep 2017  | Niet eerlijk          |
| 15  | 41         | 22 sep 2017  | Schokkende ontdekking |
| 16  | 42         | 25 sep 2017  | Keihard mislukt       |
| 17  | 43         | 26 sep 2017  | 24 uurs challenge     |
| 18  | 44         | 27 sep 2017  | Op TV!                |
| 19  | 45         | 28 sep 2017  | Alles voor de views   |
| 20  | 46         | 29 sep 2017  | Ieder voor zich       |
| 21  | 47         | 2 okt 2017   | Beter dan ooit        |
| 22  | 48         | 3 okt 2017   | Vrienden of vijanden  |
| 23  | 49         | 4 okt 2017   | Nieuwe vrienden       |
| 24  | 50         | 5 okt 2017   | Viral!                |